# Sélection fréquence-dépendante
 (octobre 2014).
Si vous disposez d'ouvrages ou d'articles de référence ou si vous connaissez des sites web de qualité traitant du thème abordé ici, merci de compléter l'article en donnant les références utiles à sa vérifiabilité et en les liant à la section « Notes et références ».
Pour des articles plus généraux, voir Sélection (biologie) et Sélection naturelle.
La sélection fréquence-dépendante est un mécanisme de  sélection des individus par rapport à la fréquence de leur génotype dans une population polymorphique. Plusieurs allèles d'un même gène peuvent impliquer des phénotypes différents, aussi bien au niveau purement morphologique que comportemental. Ce qui importe ici est le gain en valeur sélective qui va dépendre de la fréquence des autres phénotypes : un individu avec un phénotype considéré comme "rare" par rapport aux autres individus pourra gagner en survie ou reproduction grâce à cette rareté : on parle alors de sélection fréquence-dépendante négative. C'est-à-dire qu'un individu sera favorisé et aura un gain plus important en fitness si son phénotype est moins fréquent que les autres individus de la population. C'est une des pressions de sélection les plus fortes connues à ce jour, cependant les exemples dans la nature sont assez rares, tout du moins difficilement observables directement.
On peut définir la sélection fréquence-dépendante négative de la façon suivante : plus un allèle est répandu dans une population, plus la fitness associée à ce phénotype diminue.
Cette sélection s'applique aussi bien sur des critères morphologiques comme la couleur du corps, mais également sur le comportement. Des études menées sur des Drosophiles par Mark J. Fitzpatrick et al. (Maintaining a behaviour polymorphism by frequency-dependent selection on a single gene) ont permis de mettre en évidence une sélection fréquence-dépendante négative sur le comportement des larves de drosophile lorsque le milieu est pauvre en nourriture. Des drosophiles avec un comportement "rare" par rapport aux autres avaient une meilleure survie jusqu'au stade adulte. Cette différence n'était pas observable dans des milieux riches en nourriture.
Cette étude a aussi mis en exergue le fait que la sélection fréquence-dépendante négative peut agir sur un seul gène, et qu'elle est parfois dépendante des conditions environnementales.

## Le cas extrême des guppies

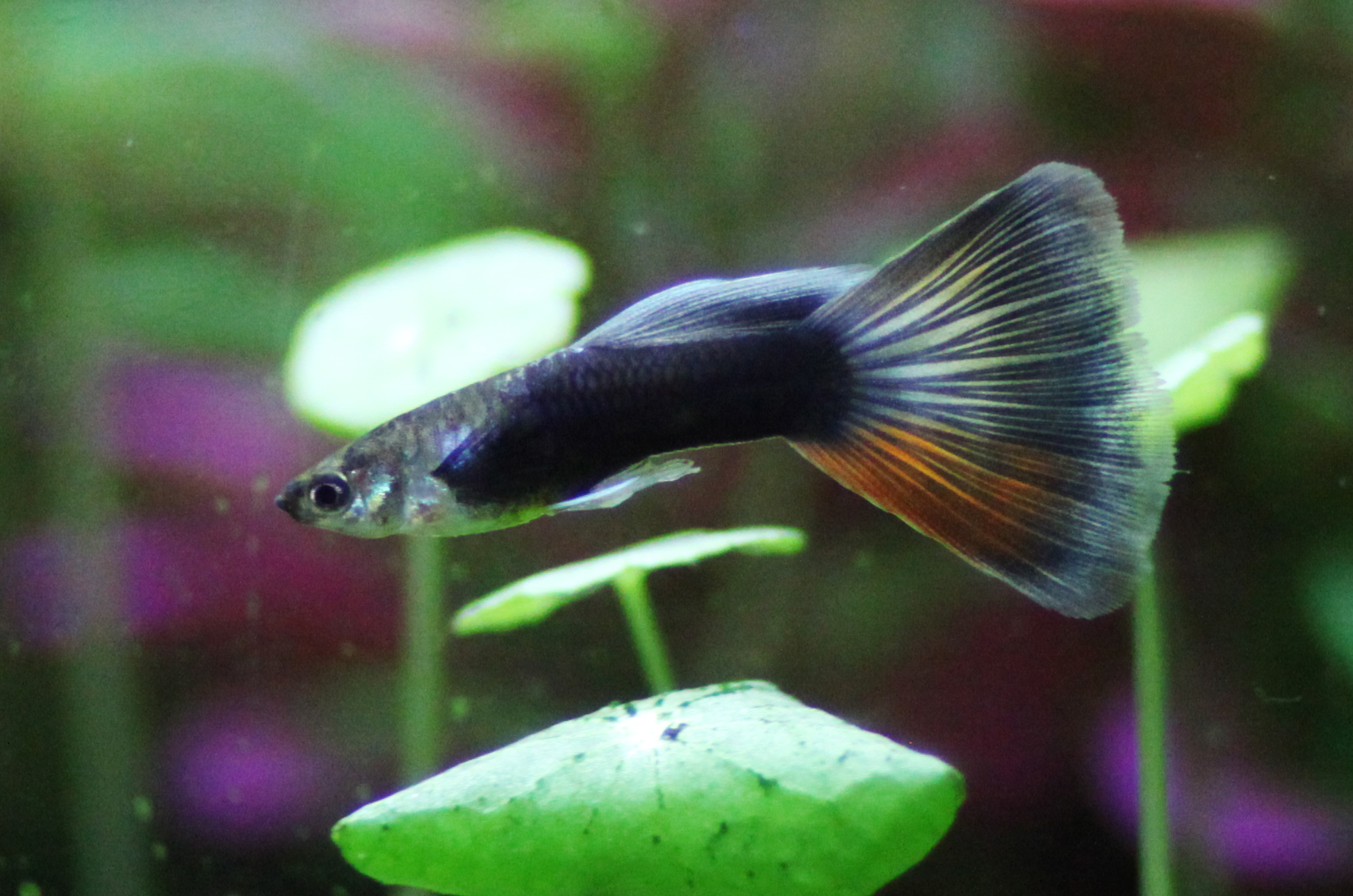
Un Guppy mâle.

D'après l'étude menée par Robert Olendorf, F.Helen Rodd, David Punzalan, Anne E. Houde, Carla Hunt, David N.Reznick et Kimberly A.Hughes (Frequency-dependant survival in natural guppy populations), l'un des rares cas observables facilement de sélection fréquence-dépendante négative est le cas des guppies Poecilia reticulata. Chez ces organismes, on peut remarquer un polymorphisme jugé "extrême" en ce qui concerne la coloration des mâles. Les caractéristiques de cette coloration (intensité, répartition, teinte, etc.) sont fortement héritables. De fait, cette coloration est soumise à la sélection naturelle. Les femelles guppies préfèrent les mâles les plus colorés, ce qui tend à appliquer une pression de sélection directionnelle, c'est-à-dire que la population devrait tendre vers un phénotype unique optimal : ce n'est pas le cas dans les populations observées, où les colorations sont extrêmement diversifiées. Pour comprendre le mécanisme responsable du maintien de ce polymorphisme, les chercheurs ont effectué des expériences de capture-marquage-recapture sur différentes populations de guppies en présence de leurs prédateurs naturels Crenicichla alta et Rivulus hartii, en modifiant uniquement la fréquence de deux phénotypes : Coloré et Non coloré afin qu'un des deux phénotypes soit majoritaire avec un ratio de 3 pour 1.
L'expérimentation a duré 4 ans et concernait trois populations situés dans des zones géographiques différentes de Trinidad-et-Tobago : deux populations isolées issues de la rivière Quare (Quare River), une autre de la rivière Mausica (Mausica River). La compétition entre les guppies a été négligée dans l'expérience, assumant que la mortalité des poissons ne soit due qu'à la prédation. Pour modifier la fréquence des phénotypes, seuls les mâles ont été prélevés et répartis dans les différentes populations pour avoir le ratio escompté. Ils ont également fait l'objet d'un marquage spécifique pour pouvoir reconnaître chaque mâle et identifier les éventuelles migrations.
À la fin de l'expérience, les chercheurs ont constaté que la quasi-totalité des mâles avec un phénotype « rare » étaient recapturés, supposant donc leur survie comme étant maximale. À l'inverse, le taux de recapture des mâles « communs » avec le phénotype majoritaire était bien plus faible : la conclusion est que les mâles avec un phénotype "rare" avaient une meilleure survie (voir Figure 1 de l'étude d'Olendorf et al.).
À la suite de cette expérience et des tests complémentaires effectués par rapport à la forme des queues de poissons, des éventuelles migrations entre les « pools » de mesure et autres, les chercheurs ont conclu que le polymorphisme des guppies était bien maintenu par le biais de la sélection fréquence-dépendante négative sur la coloration. En effet, les mâles présentant une coloration rare avaient une meilleure survie face aux prédateurs. Cela s'explique par le fait que les prédateurs, habitués à chasser un phénotype majoritaire, avaient plus de facilités à détecter ledit phénotype en ayant donc plus de difficultés à repérer les autres colorations. De plus, les femelles des populations étudiées avaient une préférence pour les mâles arborant des colorations rares, sans doute en lien avec la « sécurité » qu'offre ce type de mâles vis-à-vis de la prédation.
C'est un cas rare et explicite de sélection fréquence-dépendante négative.